# Lymanopoda paramera
Lymanopoda paramera o  Mariposa Blanca de la Serranía de Valledupar  o  Mariposa Blanca del Paramo es una especie de Lepidoptera de la familia Lymanopoda, endémica de la Serranía de Valledupar, en la Serranía del Perijá, Colombia. Se puede encontrar en alturas comprendidas entre los 3000-3500 m s. n. m.

## Descripción
Es muy fácil de distinguir por su colorido general blanco con la margen costal y distal de las alas anteriores y la venas medias y cubitales de color negro. Prefiere habitar en los chuscales y bambusales de los páramos y subpáramos del norte de la serranía del Perijá. Es diurna y no posee un vuelo rápido y errático en dosel, en especial de los chuscales y bambusales que crecen de a las orillas de las quebradas y riachuelos.
Se le considera amenazada debido a la dramática destrucción y transformación de las coberturas naturales.